# 프란체스코 파올로 토스티

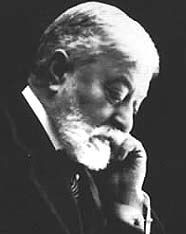
프란체스코 파올로 토스티 (1916년)

프란체스코 파올로 토스티 경(Sir Francesco Paolo Tosti, KCVO, 1846년 4월 9일 ~ 1916년 12월 2일)은 이탈리아에서 태어난 영국의 가곡 작곡가이다.
19세기에 독일이나 프랑스에 비해 이탈리아에서는 가곡의 발전이 더뎠으나, 토스티는 일생동안 서정적이면서도 기품에 찬 가곡을 작곡하여 이탈리아 가곡의 발전에 기여했다.
대표작으로는 〈세레나데〉, 〈이상적 인물〉, 〈꿈〉, 〈4월〉 등이 꼽힌다.
1894년부터 왕립음악원(RAM) 교수를 지내는 등 30여 년 동안 영국에서 음악 교육에 헌신했고, 1906년 영국 시민권을 등록했다.
1913년 이탈리아로 돌아와 로마에서 여생을 보냈다.

## 서훈
- 1908년 로열 빅토리아 훈장 2등급(KCVO, 작위급 훈장)[1]

## 참고 문헌